# Imke Duplitzer
Imke Duplitzer, född 28 juli 1975 i Karlsruhe, är en tysk fäktare inriktad på värja. Hon tog silver i lag i olympiska sommarspelen 2004 i Aten med sina lagkamrater Britta Heidemann och Claudia Bokel, med vilka hon även tog brons i VM 2006, då även tillsammans med Marijana Markovic.
Duplitzer är öppet lesbisk.